# Thomas Cook Group

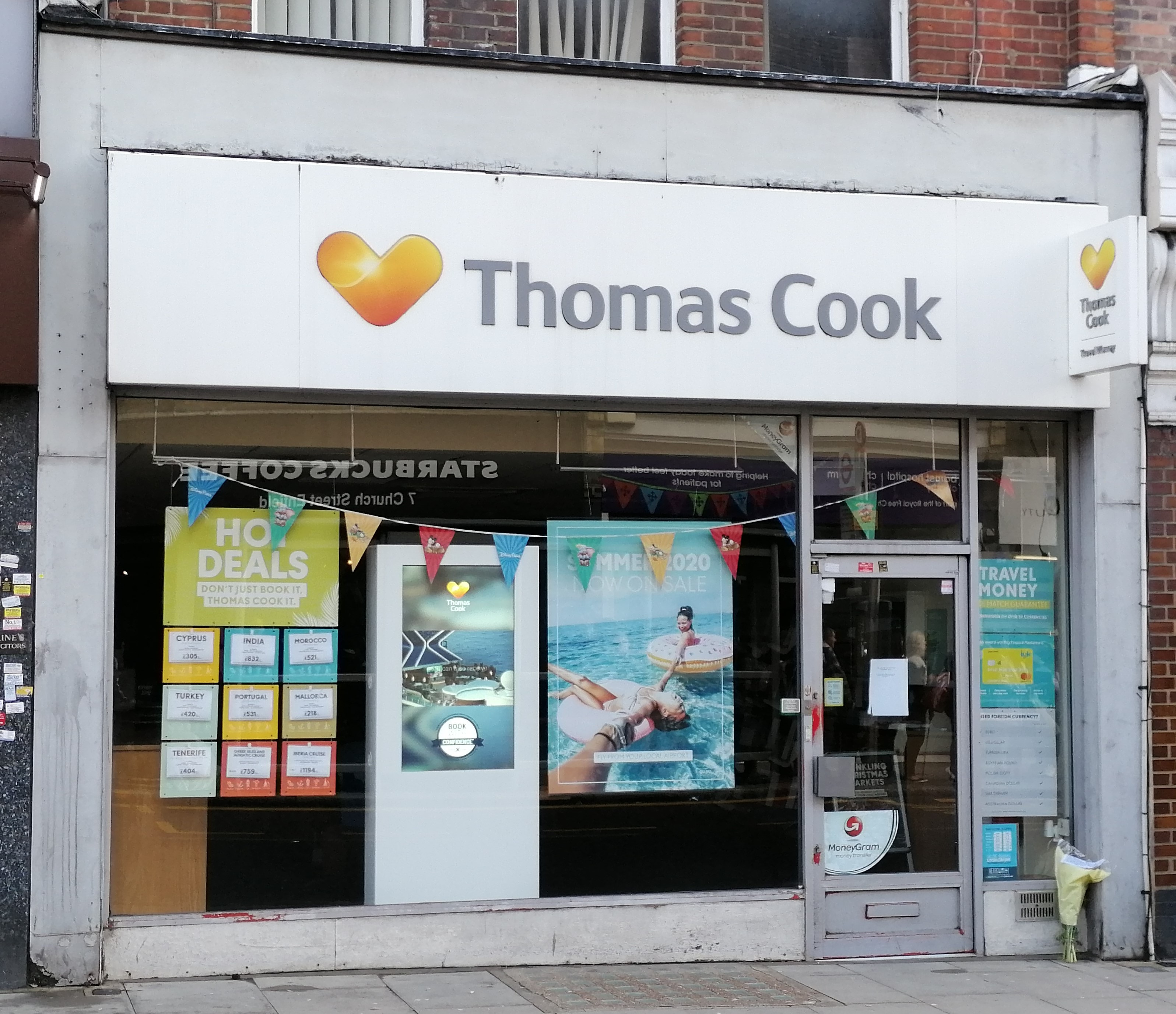
Obchodní místo Thomas Cook ve Velké Británii, který nyní provozuje společnost Hays Travel

Thomas Cook Group plc byla celosvětová společnost podnikající v cestovním ruchu, sídlící ve Velké Británii, která byla kótována na Londýnské burze cenných papírů od jejího založení dne 19. června 2007 sloučením společností Thomas Cook AG (která byla nástupkyní společnosti Thomas Cook &amp; Son) a MyTravel Group do 23. září 2019, kdy vstoupila do nařízené likvidace.
Skupina působila jako cestovní kancelář a letecká společnost, kromě toho provozovala také cestovní kanceláře v Evropě .
V době pádu skupiny zůstalo přibližně 21 000 zaměstnanců na celém světě bez práce (včetně 9 000 zaměstnanců ve Velké Británii) a 600 000 zákazníků (150 000 ze Spojeného království) v zahraničí, což vyvolalo největší britskou mírovou repatriaci.
Po pádu byly segmenty společnosti zakoupeny jinými, včetně obchodních míst ve Velké Británii, leteckých společností, názvu a loga Thomas Cook, hotelových značek a touroperátorů. Společnost Thomas Cook India nebyla ovlivněna, protože společnost Thomas Cook India je od srpna 2012, kdy ji získala společnost Fairfax Financial, zcela jiný subjekt.

## Historie
V únoru 2007 bylo oznámeno, že společnosti Thomas Cook AG a MyTravel Group plc se mají sloučit. Společnosti oznámily, že po integraci těchto dvou podniků očekávají úspory přes 75 milionů liber ročně. Podle podmínek fúze získali majitelé společnosti Thomas Cook AG, KarstadtQuelle (později Arcandor), 52% nové skupiny. Akcionáři skupiny MyTravel Group získali zbývajících 48% akcií. Fúze byla dokončena v červnu 2007 a proběla vznikem společnosti „NewCo“, která fakticky koupila společnosti MyTravel a Thomas Cook a poté byla uvedena na londýnské burze cenných papírů pod názvem Thomas Cook Group plc.

### 2008–2009
Dne 14. února 2008 koupil Thomas Cook rezervační web Hotels4U.com za 21,8 milionu liber.  Dne 6. března 2008 společnost odkoupila zpět licenci na značku Thomas Cook pro Střední východ a Asii od společnosti Dubai Investment Group za částku odhadovanou na přibližně 249 milionů eur.  V dubnu 2008 Thomas Cook koupil luxusní cestovní kancelář Elegant Resorts od jejích zakladatelů Geoffa Mosse a Barbary Catchpole za nezveřejněnou částku. V prosinci 2008 převzala prestonskou společnost Gold Medal International, majitele společnosti NetFlights na základě dohody v hodnotě 87 milionů £. 
Dne 8. března 2009 podepsal Thomas Cook dohodu s Octopus Media Technology o hostování, nahrávání a poskytování online videopřehrávače pro televizi Thomas Cook. Na jaře 2009 podepsal Thomas Cook UK dohodu s mezinárodní zábavní společností, E3 Group, na výhradní dodáváním obsahu. V červnu 2009 vyhlásil majoritní akcionář skupiny, Arcandor, bankrot, ale skupina Thomas Cook nebyla ovlivněna. Podíly Arcandoru ve společnosti Thomas Cook byly prodány věřitelskými bankami v září 2009. 

### 2010–2015
V červenci 2010 koupila společnost Thomas Cook Group německou cestovní kancelář Öger Tours, kterou vlastnil Vural Öger.

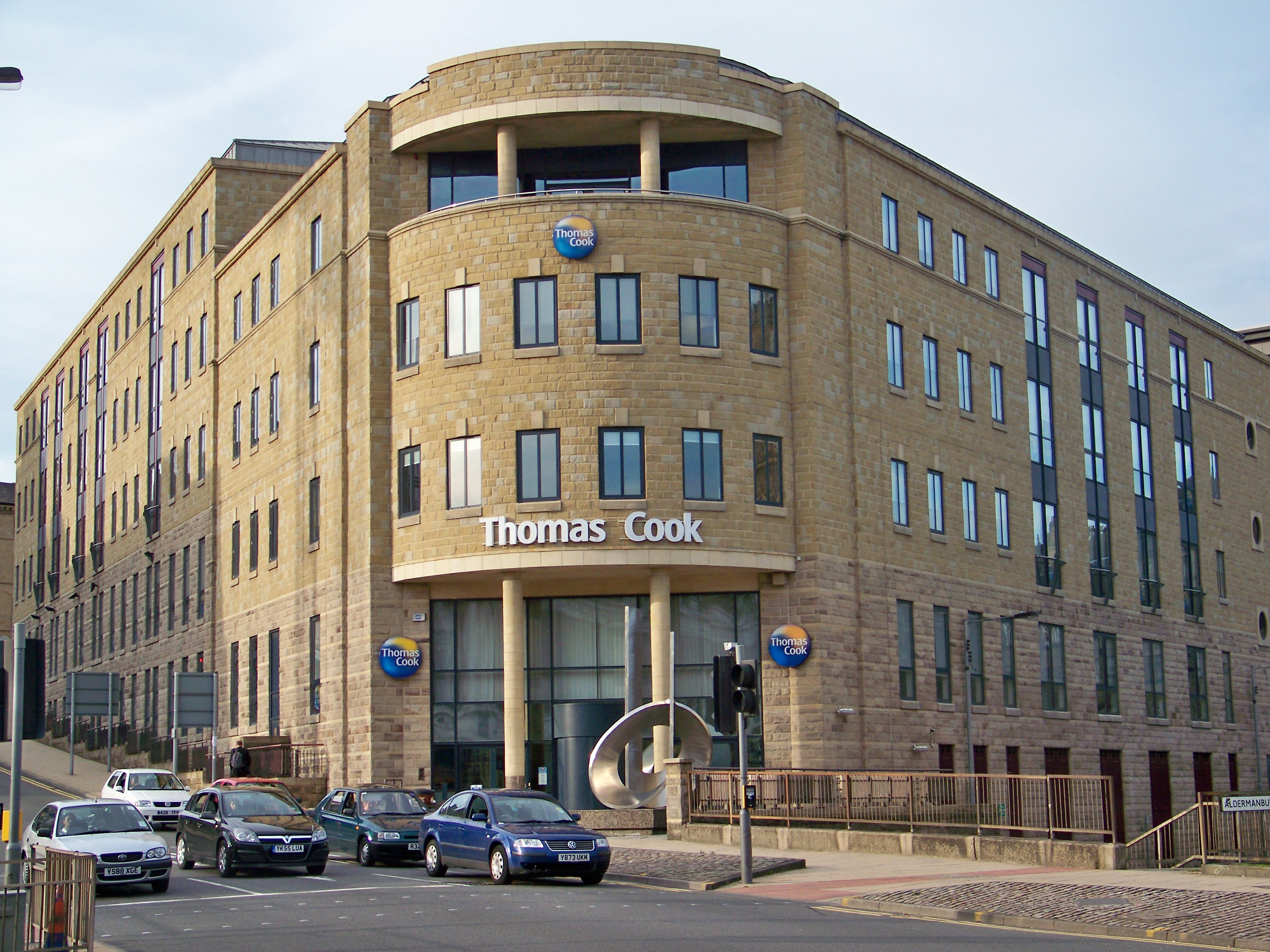
Cestovní kancelář Thomas Cook v Bradfordu, s logem společnosti používaným v letech 2001-2013

V roce 2010 dosáhla skupina Thomas Cook Group dohody s The Co-operative Group o sloučení své pobočkové sítě se sítí The Co-operative Travel. Fúzi schválila Komise pro hospodářskou soutěž v roce 2011 a společný podnik vlastnil 66,5% Thomas Cook Group, 30% The Co-operative Group a 3,5% Midlands Co-operative (přejmenovaný na Central England Co-operative v roce 2014). Spojením vznikla největší britská cestovní síť. Pobočky značky Thomas Cook's Going Places byly rebrandovány pod značku Co-operative. 
V květnu 2012 byla Harriet Greenová jmenována výkonnou ředitelkou skupiny Thomas Cook Group vystřídala Mannyho Fontenla-Novoa, který byl výkonným ředitelem od roku 2003 do srpna 2011. Dne 1. července 2013 společnost Thomas Cook oznámila, že přestane vydávat Evropský jízdní řád Thomase Cooka spolu s ukončením zbývající části své vydavatelské činnosti. Poslední vydání jízdního řádu bylo zveřejněno v srpnu 2013 ale vydávání bylo obnoveno počátkem roku 2014 pod novou vydavatelskou společností, která není spojena se společností Thomas Cook.
V únoru 2014 společnost Thomas Cook Group prodala Gold Medal Travel, včetně Netflights.com, společnosti dnata za 45 milionů £. Dne 26. listopadu 2014 bylo oznámeno, že Greenová odchází s okamžitou platností a že výkonný ředitel Peter Fankhauser převezme funkci generálního ředitele. 

#### Vyšetřování kvůli otravě oxidem uhelnatým
V říjnu 2006 zemřely dvě malé britské děti, Christianne a Robert Shepherdovi ve věku sedmi a šesti let, na otravu oxidem uhelnatým způsobenou vadným bojlerem během dovolené na Korfu rezervované prostřednictvím cestovní kanceláře Thomase Cook. Byla to první taková úmrtí v historii společnosti. Dva zaměstnanci kanceláře Thomas Cook byli následně mezi 11 obžalovanými, kteří čelili žalobě za zabití z nedbalosti při trestním řízení v Řecku v roce 2010; oba byli osvobozeni a společnost byla zbavena veškerých obvinění. 
V roce 2015 bylo ve Velké Británii zahájeno vyšetřování úmrtí dětí; porota vrátila verdikt nezákonného zabití a dospěla k závěru, že cestovní skupina „porušila svoje povinnosti“.
Po vyšetřování The Mail on Sunday zveřejnil novinový článek ve kterém říká že Thomas Cook obdržel 3 miliony liber od majitelů hotelu, kde došlo k úmrtí dětí. V reakci na článek Thomas Cook poskytl charitativní dar ve výši 1,5 mil. £ pro Unicef. Rodina dětí však uvedla, že tento dar, který se sám stal předmětem kritiky, s nimi nebyl konzultován.  V britských novinách The Independent Joanna Bourke napsala: „Nic, co by Thomas Cook mohl nikdy udělat, by nepřivedlo zpět dvě děti zabité otravou oxidem uhelnatým na řecké dovolené v roce 2006. Řešení případu ze strany firmy však bylo lekcí, jak nezvládnout krizi. “

### 2016–2018
V roce 2016 se Co-operative group rozhodla, že využije možnosti opuštění společného podniku pobočkové sítě. Skupina Thomas Cook oznámila, že podíly odkoupí, přičemž získá plnou kontrolu nad maloobchodní sítí a přejmenuje obchodní místa postupně v letech 2017–18.
V březnu 2017 společnost Thomas Cook oznámila prodej svých belgických leteckých společností společnosti Lufthansa. Ve výsledku byla Thomas Cook Airlines Belgium ukončila činnost do listopadu 2017, přičemž dvě letadla a všechna přepravní práva byla předána společnosti Brussels Airlines. Jeho tři zbývající letadla byla přemístěna do sesterských společností.
V srpnu 2018 zemřel britský pár, John a Susan Cooper ve věku 69 a 63 let, na dovolené od společnosti Thomas Cook, zatímco pobýval v aquaparku Steigenberger Aqua Magic v letovisku u Rudého moře v Hurghadě. Podle egyptských úřadů John zemřel na infarkt a Susan zemřela na šok. Dcera páru, rovněž přítomná v resortu, vinila vadný klimatizační systém v resortu. Thomas Cook spěšně evakuoval přibližně 300 rekreantů pobývajících ve stejném hotelu poté, co ostatní hosté začínali být nemocní.
V listopadu 2018 obchodní analytici navrhli, aby Thomas Cook rozdělil podnik, aby pomohl obnovit jeho finanční zdraví.

### 2019: Poslední rok a kolaps
V únoru 2019 noviny Financial Times uvedly, že společnost Thomas Cook Group obdržela nabídky na její aerolinky, který zahrnoval Condor a také na společnost jako celek. V březnu 2019 společnost Thomas Cook UK oznámila uzavření 21 poboček a nadbytečnost 300 zaměstnanců, což odůvodňovala skutečností, že v roce 2018 bylo 64% rezervací provedeno online.
V květnu 2019 společnost uvedla, že zajistila od svých bank nouzové financování ve výši 300 milionů liber. Poté oznámila ztrátu ve výši 1,5 miliardy £ za první polovinu svého finančního roku, přičemž ztrátu ve výši 1,1 miliardy £ lze připsat odpisům goodwillu. V červnu 2019 Thomas Cook uvedl, že jedná s čínskou společností Fosun International ohledně možného prodeje svého podnikání touroperátorů. Dne 28. srpna 2019 Thomas Cook oznámil, že Fosun zaplatí 450 milionů £ za 75% podíl v cestovní kanceláři a 25% podíl v její letecké společnosti.

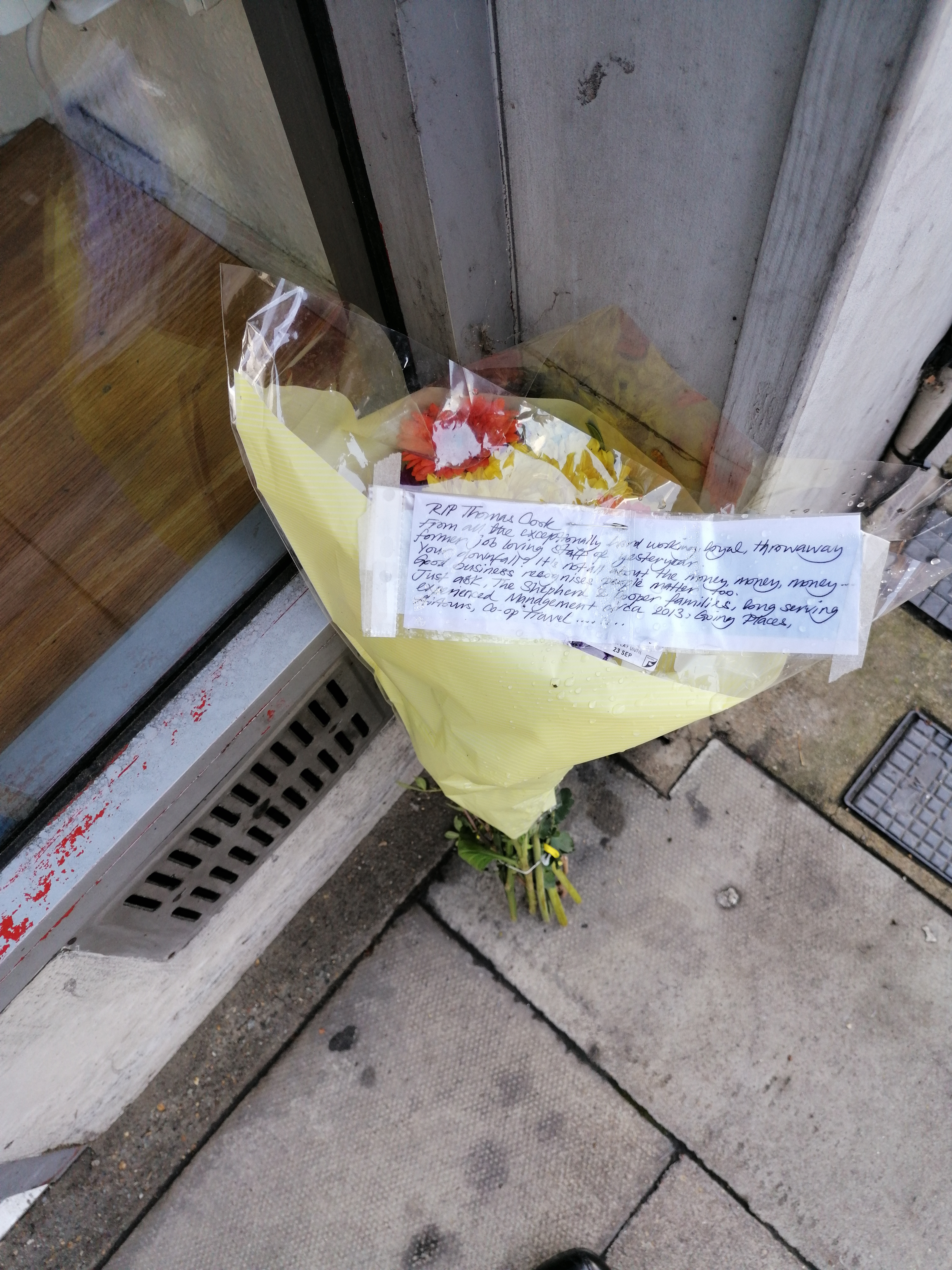
„RIP Thomas Cook“ - květiny u pobočky Thomas Cook v Londýně

V září 2019 byla skupina Thomas Cook Group „společností u které se nejvíce spekulovalo na pokles na londýnské burze cenných papírů“ a začaly se objevovat zprávy, že společnost jedná na poslední chvíli s držiteli dluhopisů, aby schválili převzetí společností Fosun. O necelý týden později požádal Thomas Cook vládu Spojeného království, aby zafinancovala mezeru ve financování společnosti ve výši 200 milionů liber, aby se zabránilo pádu firmy do nucené správy. Společnost do té doby zajistila financování ve výši 900 mil. liber jako součást výměny dluhu za kapitál, včetně 450 mil. liber od Fosunu.
Navzdory tomu některé financující banky, včetně Royal Bank of Scotland a Halifax, trvaly na tom, aby byla skupina dostatečně rekapitalizována, aby zajistila chod společnosti přes leden, kdy jsou rezervace tradičně nižší a udržení likvidity náročné. Tento pořadavek znamenal, že skupina potřebovala k udržení společnosti v provozu dalších 200 milionů liber. Tyto snahy nebyly úspěšné a britský ministr dopravy Grant Shapps odmítl jakoukoli diskusi o britské intervenci. Zprávy z médií dříve naznačovaly, že skupina zájemců, včetně turecké vlády a skupiny španělských hoteliérů podporovaných španělskými ministry, nabídla finanční podporu na pomoc jejich domácímu průmyslu, ale tato záchranná akce selhala, protože britská vláda uvedla, že „není připravena poskytnout jakékoli finanční záruky na podporu balíčku financování.“
Poslední neúspěšný pokus zachránit společnost Thomas Cook Group před nucenou správou nebo likvidací se uskutečnil večer 22. září 2019. Kolem půlnoci 23. září začaly letiště ve Velké Británii po příletu zadržovat letadla Thomas Cook s odvoláním na „neplacení letištních poplatků“. Krátce po 02:00 britského času oznámil britský Úřad pro civilní letectví (CAA), že skupina Thomas Cook vstoupila do likvidace a s okamžitou platností ukončila provoz, přičemž v zámoří zůstalo přibližně 600 000 turistů. Kolaps společnosti znamenal konec značky, která byla nepřetržitě používána od roku 1841.
Kolaps vyvolal operaci zahájenou CAA, jejímž cílem bylo repatriovat 150 000 britských občanů ze zahraničí. Operace měla kódové označení „Operation Matterhorn“ a překonala kolaps společnosti Monarch Airlines z roku 2017 jako největší mírová repatriace ve Velké Británii. Bylo pronajato přibližně 40 letadel různých leteckých společností, včetně společností easyJet a Virgin Atlantic, a jednoho Airbusa A380 od společnosti Malaysia Airlines  Pojišťovací společnosti se staraly o zákazníky z Německa, jednoho z největších trhů bývalé společnosti.
David McHugh z CTV News uvedl, že ke kolapsu vedlo mnoho faktorů: vysoké zadlužení ve výši 1,6 miliardy GBP (2 miliardy USD) v kombinaci s měnícím se trhem cestovního ruchu a online konkurencí, událostmi, jako jsou teroristické útoky v turistických destinacích včetně Tuniska, evropská vlna veder v roce 2018, nejistota způsobená brexitem a vysoké náklady na palivo.

### Po krachu
Dne 9. října 2019 nezávislá cestovní kancelář Hays Travel oznámila, že získala všech 555 bývalých prodejních míst Thomas Cook ve Velké Británii, a plánuje znovu zaměstnat „významný počet“ bývalých zaměstnanců. Společnost Hays, která již provozovala 190 vlastních poboček, očekávala, že si udrží více než 25% zaměstnanců maloobchodu a zachrání zhruba 2 500 pracovních míst.
30. října 2019 oznámilo investiční konsorcium skládající se z norského realitního magnáta Pettera Stordalena a soukromých kapitálových společností Altor a TDR Capital, že získali aktiva společnosti Thomas Cook Northern Europe (také známá jako Ving group), včetně společností Ving, Spies a cestovní kanceláře Tjäreborg, Thomas Cook Airlines Scandinavia a hotelové značky Sunwing a Sunprime, přičemž po 40% vlastní Stordalen a Altor a zbývajících 20% vlastní TDR Capital. Thomas Cook Airlines Scandinavia byla poté přejmenována na Sunclass Airlines. Dne 31. října 2019 se objevily zprávy, že švýcarská investiční společnost LMEY Investments zamýšlela znovu koupit hotelovou značku Aldiana, kterou vlastnila společně s Thomas Cook, nákupem 42% menšinového podílu společnosti Thomas Cook.
Fosun International koupil 1. listopadu 2019 název a logo Thomas Cook spolu s hotelovými značkami Casa Cook a Cook's Club za 11 milionů £. 8. listopadu 2019 bylo oznámeno, že letištní sloty Thomase Cooka byly prodány společnostem easyJet a Jet2holidays za 36 milionů £, přičemž první získala Gatwick a Bristol a druhá Birmingham, London Stansted a Manchester. Společnost Thomas Cook Germany oznámila, že skončí 1. prosince 2019 poté, co se jí nepodařilo najít kupce a je v jednání o prodeji cestovních kanceláří Öger Tours, Bucher Reisen, Neckermann a Air Marin a nalezení kupců hotelových značek Sentido a Smartline.
Neset Kockar, ředitel turecké cestovní kanceláře Anex Tours, získal 15. listopadu 2019 ruskou cestovní kancelář Intourist od likvidátorů Thomase Cooka. Po té Anex Tours získala od Thomas Cook Germany cestovní kanceláře Öger Tours a Bucher Reisen dne 21. listopadu 2019. Společnost Anex Tours rovněž dne 2. ledna 2020 získala práva na ochranné známky pro cestovní kancelář Neckermann Reisen od likvidátorů společnosti Thomas Cook Germany.
Německá cestovní skupina DER Touristik získala značku hotelu Sentido se souhlasem antimonopolního úřadu dne 4. prosince 2019. Společnost Thomas Cook Balearics ukončila svoji činnost poté, co se 26. prosince 2019 dostala do platební neschopnosti.
Dne 24. ledna 2020 bylo oznámeno, že polský dopravce LOT získal německou leteckou společnost Condor, přičemž akvizice by měla být dokončena do dubna 2020, jakmile bude zajištěno schválení antimonopolním úřadem. Dne 13. dubna 2020 však bylo oznámeno, že společnost LOT Polish Airlines stáhla svou nabídku na získání společnosti Condor přičemž německá vláda souhlasila s podporou společnosti Condor nouzovou likviditou. Německá letecká společnost Thomas Cook Aviation podala dne 2. dubna 2020 návrh na bankrot kvůli pandemii covidu-19. 
16. září 2020 Fosun International oživila značku Thomas Cook jako Thomas Cook Tourism, online cestovní kancelář s 50 zaměstnanci.

## Finanční výsledky
Níže jsou uvedeny finanční záznamy společnosti Thomas Cook Group plc v letech 2008 až 2018 a kombinace společností Thomas Cook AG a MyTravel Group v roce 2007.
| Rok  | Příjmy            | Čistý příjem                  | výkonný ředitel                                           | Předseda představenstva |
| ---- | ----------------- | ----------------------------- | --------------------------------------------------------- | ----------------------- |
| 2007 | 9,4 miliardy EUR  | 284 milionů EUR               | Manny Fontenla-Novoa                                      | Dr. Thomas Middelhoff   |
| 2008 | 8,1 miliardy £    | ▼9,5 milionu £                | Manny Fontenla-Novoa                                      | Dr. Thomas Middelhoff   |
| 2009 | ▲ 9,2 miliardy £  | ▲56,1 milionu £               | Manny Fontenla-Novoa                                      | Michael Beckett         |
| 2010 | ▼8,8 miliardy £   | ▼41,7 milionů £               | Manny Fontenla-Novoa                                      | Michael Beckett         |
| 2011 | ▲ 9,8 miliardy £  | ▼- (398,2 milionu liber)      | Manny Fontenla-Novoa                                      | Frank Meysman           |
| 2012 | ▼9,4 miliardy GBP | ▼- (485,3) milionů liber      | Manny Fontenla-Novoa Sam Weihagen (dočasný) Harriet Green | Frank Meysman           |
| 2013 | ▼9,3 miliardy GBP | ▲- (158,1 milionu liber)      | Harriet Green                                             | Frank Meysman           |
| 2014 | ▼8,5 miliardy £   | ▲ - (114 liber) milionů liber | Harriet Green Dr. Peter Fankhauser                        | Frank Meysman           |
| 2015 | ▼ 7,8 miliardy £  | ▲ 50 milionů £                | Dr. Peter Fankhauser                                      | Frank Meysman           |
| 2016 | ▬ 7,8 miliardy £  | ▼ 42 milionů £                | Dr. Peter Fankhauser                                      | Frank Meysman           |
| 2017 | ▲ 9 miliard £     | ▲ 46 milionů £                | Dr. Peter Fankhauser                                      | Frank Meysman           |
| 2018 | ▲9,5 miliardy GBP | ▼- (53 milionů) liber         | Dr. Peter Fankhauser                                      | Frank Meysman           |

## Vlastnictví
V době fúze v roce 2007 vlastnila 52% akcií nové společnosti německá zásilková a obchodní společnost Arcandor (bývalý vlastník společnosti Thomas Cook AG) a 48% akcionáři společnosti MyTravel Group. Společnost Arcandor podala návrh na bankrot v červnu 2009 a její akcie ve společnosti Thomas Cook byly prodány v září 2009.
V červnu 2016 byli třemi hlavními akcionáři společnosti Thomas Cook Group plc Invesco (19%), Standard Life Investments (10%) a obchodní magnát a investor Guo Guangchang (7,03%). Zbytek byl volně obchodovaný na burze. 

## Činnost
Thomas Cook Group zaměstnávala přibližně 21 000 zaměstnanců po celém světě, z toho 9 000 ve Velké Británii.

### Obchodní místa v Británii
Thomas Cook Retail Limited byla britská cestovní agentura a nástupce obchodů Thomas Cook &amp; Son. Byla to dceřiná společnost skupiny Thomas Cook Group, která provozovala celkem 555 obchodních míst po celém Spojeném království. Agentura prodávala zájezdy převážně od vlastní britské cestovní kanceláře Thomas Cook Tour Operations a rezervace letenek u společnosti Thomas Cook Airlines. Dne 23. září 2019 vstoupila společnost do nařízené likvidace, stejně jako všechny ostatní britské subjekty ve skupině.

### Cestovní kanceláře
| Cestovní kancelář           | Země                            | Logo                            | Součástí skupiny                                               | Osud                                               |
| --------------------------- | ------------------------------- | ------------------------------- | -------------------------------------------------------------- | -------------------------------------------------- |
| Thomas Cook Tour Operations | Spojené království              | Slunečné srdce                  | 2001-2019                                                      | nařízená likvidace; uzavřena 23. září 2019.        |
| Thomas Cook Germany         | Německo                         | Slunečné srdce                  | 2001-2019                                                      | nařízená likvidace; uzavřeno 1. prosince 2019.     |
| Thomas Cook France          | Francie                         | Slunečné srdce                  | 2001-2019                                                      | nařízená likvidace                                 |
| Thomas Cook Netherlands     | Holandsko                       | Slunečné srdce                  | 2001-2019                                                      | nařízená likvidace                                 |
| Thomas Cook Belgium         | Belgie                          | Slunečné srdce                  | 2001-2019                                                      | nařízená likvidace                                 |
| Thomas Cook China           | Čína                            | Slunečné srdce                  | 2016-2019                                                      | Většinu vlastní Fosun Tourism.                     |
| Thomas Cook Indie           | Indie                           | Zeměkoule                       | 1881-2012                                                      | Prodáno společnosti Fairfax Financial.             |
| Airtours                    | Spojené království              | Nezávislé logo                  | 2007-2019 (bývalá dceřiná společnost MyTravel Group)           | nařízená likvidace ; uzavřeno 23. září 2019.       |
| Ving                        | Norsko Švédsko                  | Slunečné srdce                  | 2007-2019 (bývalá dceřiná společnost MyTravel Group)           | Získané investičním konsorciem.                    |
| Tjäreborg                   | Finsko                          | Slunečné srdce                  | 2007-2019 (bývalá dceřiná společnost MyTravel Group)           | Získané investičním konsorciem.                    |
| Spies                       | Dánsko                          | Slunečné srdce                  | 2007-2019 (bývalá dceřiná společnost MyTravel Group)           | Získané investičním konsorciem.                    |
| Neckermann                  | Polsko Maďarsko Česká republika | Slunečné srdce                  | 2001-2019 pro Polsko a Maďarsko 2007-2019 pro Českou republiku | nařízená likvidace                                 |
| Neckermann Reisen           | Rakousko Švýcarsko              | Slunečné srdce                  | 2001-2019                                                      | Povinná likvidace; získané společností Anex Tours. |
| Intourist                   | Rusko                           | Nezávislé logo a slunečné srdce | 2011-2019                                                      | Získané Anex Tours.                                |
| Sunquest Vacations          | Kanada                          | Nezávislé logo                  | 1995-2013                                                      | Prodáno společnosti Transat AT.                    |
| Öger Tours                  | Německo                         | Nezávislé logo                  | 2010-2019                                                      | Získané Anex Tours.                                |

#### In Destination Management
Thomas Cook In Destination Management Limited byla zámořská správcovská společnost působící jménem své britské sesterské cestovní kanceláře a letecké společnosti. Společnost měla na starosti správu autobusových transferů do hotelů a poskytování hotelových delegátů pro zákazníky společnosti Thomas Cook. Společnost ukončila činnost 23. září 2019 poté, co společnost Thomas Cook Group a její britské subjekty vstoupily do povinné likvidace.

#### Hotelové řetězce
Společnost Thomas Cook Hotels and Resorts Limited byla stoprocentně vlastněnou hotelovou společností Thomas Cook Group. Většina hotelů byla umístěna v Evropě, zejména v zemích Evropské unie. Značky zahrnovaly Casa Cook, Sentido, Sunprime, Cook's Club, Aldiana, Sunwing, SunConnect a Smartline.

### Letectví
Letecká divize společnosti Thomas Cook Group fungovala jako jeden provozní segment, společnost Thomas Cook Group Airlines (TCGA). 

#### Flotila
Flotila společnosti Thomas Cook Group Airlines se před krachem skládala z následujících letadel:
| Letadlo         | Ve službě | Objednávky | Cestující | Cestující | Cestující | Poznámky                                                                                     |
| Letadlo         | Ve službě | Objednávky | P         | E         | Celkový   | Poznámky                                                                                     |
| --------------- | --------- | ---------- | --------- | --------- | --------- | -------------------------------------------------------------------------------------------- |
| Airbus A320-200 | 16        | -          | -         | 180       | 180       | Provozovali společnosti Condor a Thomas Cook Airlines Balearics                              |
| Airbus A321-200 | 57        | 1          | -         | 220       | 220       | Provozovali společnosti Thomas Cook Airlines UK a Scandinavia, Condor a Thomas Cook Aviation |
| Airbus A330-200 | 9         | -          | 49        | 273       | 322       | Provozovali společnosti Thomas Cook Airlines UK a Thomas Cook Airlines Scandinavia           |
| Airbus A330-300 | 3         | -          | -         | 408       | 408       | Provozovali společnoste Thomas Cook Airlines Scandinavia                                     |
| Boeing 757-300  | 15        | -          | -         | 275       | 275       | Provozuje Condor                                                                             |
| Boeing 767-300  | 16        | 1          | 53        | 217       | 270       | Provozuje Condor                                                                             |
| Celkem          | 117       | 2          |           |           |           |                                                                                              |

## Sponzorství
Thomas Cook byl hlavním sponzorem fotbalových klubů Manchester City a Peterborough United. Dne 22. května 2009 Manchester City oznámil, že jeho šestileté partnerství s Thomasem Cookem bude uzavřeno na konci sezóny Premier League 2008–09. Thomas Cook byl sponzorem letních olympijských her v Londýně v roce 2012. Jako jeden z největších a nejpopulárnějších britských poskytovatelů dovolených s komplexními službami byl Thomas Cook jmenován, aby poskytoval „cenově dostupné a dostupné“ dovolené a ubytování v průběhu her.